# Una cançó irlandesa
Una cançó irlandesa (títol original en anglès, Wild Mountain Thyme) és una pel·lícula de comèdia romàntica i dramàtica del 2020 escrita i dirigida per John Patrick Shanley, basada en la seva obra de teatre Outside Mullingar. La pel·lícula és protagonitzada per Emily Blunt, Jamie Dornan, Jon Hamm, Dearbhla Molloy i Christopher Walken. S'ha doblat i subtitulat al català.
Es va estrenar als Estats Units l'11 de desembre de 2020 a càrrec de Bleecker Street, i al Regne Unit el 30 d'abril de 2021 per Lionsgate a la carta.